# Bailleval
Bailleval település Franciaországban, Oise megyében. Lakosainak száma 1477 fő (2022. január 1.). Bailleval Breuil-le-Sec, Breuil-le-Vert, Catenoy, Labruyère, Liancourt, Nointel, Rantigny és Rosoy községekkel határos.

## Népesség
A település népességének változása:
| Lakosok száma | 1471 | 1494 | 1533 | 1477 | 1468 | 1469 | 1486 | 1472 | 1477 |
|               | 2013 | 2015 | 2016 | 2017 | 2018 | 2019 | 2020 | 2021 | 2022 |